# Melanie Mayron
Melanie Joy Mayron (Filadelfia, 20 de octubre de 1952) es una actriz y cineasta estadounidense, reconocida por interpretar el papel de la fotógrafa Melissa Steadman en la serie de televisión Thirtysomething, por la que ganó un Premio Primetime Emmy en la categoría de mejor actriz de reparto en una serie dramática en 1989. En 2018, el Festival de Cine de Santa Fe rindió tributo a Mayron por su contribución al cine y a la televisión de los Estados Unidos.

## Filmografía

### Cine
| Año  | Título                     | Papel           |
| ---- | -------------------------- | --------------- |
| 1974 | Harry and Tonto            | Ginger          |
| 1976 | Gable and Lombard          | Dixie           |
| 1976 | Car Wash                   | Marsha          |
| 1977 | You Light Up My Life       | Annie Gerrard   |
| 1978 | Girlfriends                | Susan Weinblatt |
| 1981 | Heartbeeps                 | Susan           |
| 1982 | Missing                    | Terry Simon     |
| 1986 | The Boss' Wife             | Janet Keefer    |
| 1988 | Sticky Fingers             | Lolly           |
| 1989 | Checking Out               | Jenny Macklin   |
| 1990 | My Blue Heaven             | Crystal Rybak   |
| 1994 | Drop Zone                  | Sra. Willins    |
| 2007 | Itty Bitty Titty Committee | Courtney Cadmar |
| 2012 | Breaking the Girls         | Annie           |

### Televisión
| Año     | Título                                       | Papel               | Notas                                                                        |
| ------- | -------------------------------------------- | ------------------- | ---------------------------------------------------------------------------- |
| 1975    | Hustling                                     | Dee Dee             | Telefilme                                                                    |
| 1975    | Medical Center                               | Jan Simmons         | "Two Against Death"                                                          |
| 1975–76 | Rhoda                                        | Sandy Franks        | "With Friends Like These", "If You Don't Tell Her, I Will", "A Federal Case" |
| 1977    | The Love Boat                                | Joyce Adams         | 1 episodio                                                                   |
| 1978    | Katie: Portrait of a Centerfold              | Madelaine           | Telefilme                                                                    |
| 1980    | Playing for Time                             | Marianne            | Telefilme                                                                    |
| 1981    | Lily: Sold Out                               | Harriet Van Dam     | Telefilme                                                                    |
| 1983    | Will There Really Be a Morning?              | Sophie              | Telefilme                                                                    |
| 1984    | Finder of Lost Loves                         | Michelle Peters     | "Undying Love"                                                               |
| 1985    | Cagney & Lacey                               | Paula Eastman       | "Con Games"                                                                  |
| 1985    | Wallenberg: A Hero's Story                   | Sonja Kahn          | Telefilme                                                                    |
| 1985–86 | ABC Afterschool Special                      | Janet Eller / Sue   | "Cindy Eller: A Modern Fairy Tale", "Wanted: The Perfect Guy"                |
| 1987–91 | Thirtysomething                              | Melissa Steadman    | Papel principal                                                              |
| 1988    | The Twilight Zone                            | Louise Simonson     | "Acts of Terror"                                                             |
| 1993    | Ordeal in the Arctic                         | Susan "Sue" Hillier | Telefilme                                                                    |
| 1993    | Tribeca                                      | Maggie              | "Stepping Back"                                                              |
| 1993    | Other Women's Children                       | Dra. Amelia Stewart | Telefilme                                                                    |
| 1994    | Lois & Clark: The New Adventures of Superman | Det. Betty Reed     | "The Ides of Metropolis"                                                     |
| 1997    | Mad About You                                | Dorie               | "Astrology"                                                                  |
| 1997    | Toothless                                    | Mindy               | Telefilme                                                                    |
| 1998    | Something So Right                           | Rachel Travers      | "Something About Burning Meat, Bridges and Rugs"                             |
| 2000    | Range of Motion                              | Alice Taylor        | Telefilme                                                                    |
| 2006    | Criminal Minds                               | Becka Doyle         | "Somebody's Watching"                                                        |
| 2008    | Lipstick Jungle                              | Patty Bloom         | "Nothing Sacred", "Pink Poison"                                              |
| 2012    | Pretty Little Liars                          | Laurel Tuchman      | "That Girl Is Poison"                                                        |
| 2016–19 | Jane the Virgin                              | Marlene Donaldson   | Papel recurrente                                                             |

### Como directora
| Año       | Título                   | Notas                      |
| --------- | ------------------------ | -------------------------- |
| 1995      | The Baby-Sitters Club    | Película                   |
| 1995      | Freaky Friday            | Telefilme                  |
| 1997      | Toothless                | Telefilme                  |
| 1998–2002 | Arliss                   | 7 episodios                |
| 2001–2002 | State of Grace           | 5 episodios                |
| 2002      | Slap Her... She's French | Película                   |
| 2004      | Zeyda and the Hitman     | Telefilme                  |
| 2005      | Campus Confidential      | Telefilme                  |
| 2007–2008 | The Naked Brothers Band  | 10 episodios               |
| 2008      | In Treatment             | 7 episodios                |
| 2011      | Mean Girls 2             | Película                   |
| 2012      | Easy to Assemble         | 11 episodios               |
| 2012–2016 | Pretty Little Liars      | 7 episodios                |
| 2013–2015 | Switched at Birth        | 7 episodios                |
| 2015–2019 | Jane the Virgin          | 17 episodios               |
| 2018      | Snapshots                | Película                   |
| 2018-19   | Dynasty                  | 2 episodios                |
| 2019      | BH90210                  | Episodio: "The Table Read" |
| 2020      | Brooklyn All American    | Película                   |